# کوه زر (داورزن)

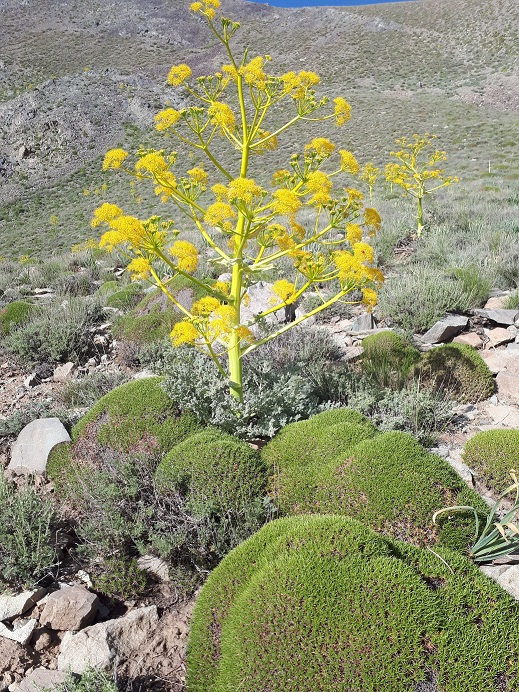
پوشش گیاهی- خرداد ۱۴۰۱

کوه زر (در گویش سبزواری:  گَر) در ۹۶ کیلومتری شمال غرب سبزوار و در شمال روستای آبرود از توابع شهرستان داورزن واقع شده‌است. این کوه در ادامه البرز شرقی و در  رشته کوه جغتای قرار داد. این کوه از جنوب به روستاهای آبرود، مور و بیزه از شمال به کوه دوک از غرب به روستای علی‌آباد و از شرق به کوه سریال مشرف است. کوه زر با ارتفاع ۲۹۴۵ متر بلندترین نقطه طبیعی در غرب خراسان رضوی محسوب می‌شود. همین مسئله سبب شده‌است که این کوه هر هفته شاهد حضور هیئت‌های کوهنوردی و طبیعت گردی از سرتاسر ایران به ویژه خراسان باشد. در کوهپایه‌های کوه زر چشمه‌های متعدد و نیز رودخانه و آبشار آبرود قرار دارد.

## مسیرهای دسترسی
کوه زر از سه مسیر زیر قابل دسترسی است
- جبهه شرقی روستای آبرود: در گام نخست حدود یک ساعت از داخل روستا تا سرچشمه رودخانه آبرود پیاده‌روی می‌کنیم و در گام بعدی از سرچشمه به سمت شرق سوار بر یال کوه می‌شویم و در نهایت یال کوه را به مدت ۱/۵ تا ۲ ساعت به سمت کوه ادامه می‌دهیم
- جبهه غربی روستای آبرود: از طریق ماشین وارد روستا شده به سمت چپ (غرب) منحرف شده و مسیر معدن روستا را تا پای کوه ادامه می‌دهیم و سپس ماشین را پارک می‌کنیم، کوه و درخت اُرس (سرده) بزرگ در جهت شمال نمایان است. ۱ ساعت تا ۱/۵ به سمت بالا می‌رویم تا به کوه برسیم
- روستای بیزه: ابتدا در مسیر کلاته ای به نام محلی بیچدر (بچه رود) پیاده‌روی می‌کنیم تا وارد دره ای بدون جریان آب شویم. در این دره پس از یک ساعت پیمایش، به چشمه ای کم‌آب در پای کوه زر می‌رسیم که نام محلی آن چشمه گزمه گزی است. این چشمه آخرین نقطه ای است که از آن می‌توان آب آشامیدنی برداشت. برای رسیدن به کوه زر از چشمه به سمت چپ باید حرکت کنیم و خود را به سر یال غربی این چشمه برسانیم. از سر یال بعد از حدود یک ساعت پیاده‌روی می‌توان بر فراز کوه ایستاد.[۳][۴]